# Chrome Division
Chrome Division es una banda noruega de heavy metal/hard rock formada en 2004 por Shagrath, vocalista del grupo de black metal sinfónico Dimmu Borgir; y Stian Arnesen, fundador de The Kovenant. La banda ha sido considerada como un proyecto alterno de Shagrath, algo que él mismo ha desmentido y considera a Chrome como un proyecto principal, al igual que Dimmu Borgir. El grupo está actualmente conformado por Shagrath (guitarra rítmica), Eddie Guz (vocalista), Ricky Black (guitarra líder), Björn Luna (bajo) y Tony White (batería). El grupo posee un estilo similar al de otros grupos como Motörhead, y utilizan mucho la estética de la subcultura motociclista.
Hasta la fecha, Chrome Division ha lanzado cuatro álbumes: Infernal Rock Eternal en 2014 Doomsday Rock 'n Roll en 2006, Booze, Broads and Beelzebub en 2008, y 3rd Round Knockout en 2011. Todos los álbumes del grupo han sido distribuidos por el sello Nuclear Blast. Chrome Division también ha filmado un vídeo musical para la canción «Serial Killer», dirigido por el director sueco Patrick Ullaeus.

## Historia

### Fundación y primeros días
La idea de fundar el grupo fue concebida por Shagrath y Stian Arnesen, quienes entonces en 1999 pertenecían a Dimmu Borgir. Con Shagrath en las guitarras y Arnesen —más conocido como «Lex Icon»— en la batería, grabaron algunas pistas, pero dejaron esto en pausa por compromiso con sus otros proyectos musicales. Shagrath afirmó más tarde que Dimmu Borgir siempre será su prioridad.
El grupo estuvo en un hiato hasta mediados del 2004, cuando ésta sólo entonces se formó correctamente. Shagrath y Lex Icon se reunieron otra vez, y en ese momento Lex dejó Dimmu Borgir y fundó The Kovenant. Shagrath se encontraba libre de compromisos, ya que después del concierto en el Ozzfest, Dimmu Borgir decidió tomarse un descanso. Shagrath contactó al bajista Björn Luna (de la banda Ashes to Ashes) y lo invitó a unírseles. Luna, a su vez, contactó a Eddie Guz (de The Carburetors) que se unió como vocalista después de que Jarle Bernhoft (del grupo Span) abandonara Chrome Division, ya que no podía estar en esta debido a otras ocupaciones. Ricky Black, quien habitualmente tocaba en una banda sueca de blues, fue el miembro definitivo a cargo de las guitarras.
Poco tiempo después, Lex Icon fue reemplazado por Tony White (de Minis Tirith), ya que Icon había faltado a un gran número de sesiones de práctica. El grupo declaró que no había «ningún rencor» contra Lex Icon después de lo ocurrido. Aunque Shagrath dejó en claro que no considera a Chrome como un proyecto alterno, muchos críticos se han referido al grupo como tal. Björn Luna también ha dicho que todos sus compañeros y él consideran a Chrome Division más como una banda principal que como un proyecto alterno.

### Doomsday Rock 'n Roll(2004–2006)
El 4 de diciembre de 2005, en los estudios Panzer en Oslo, Chrome Division empezó a grabar su álbum debut, Doomsday Rock 'n Roll. El álbum fue producido por Björn Bergesen, que fue escogido para este proyecto por el hecho de ser un seguidor del grupo. Chrome Division anunció que había firmado con el sello Nuclear Blast el 1 de febrero de 2006. El álbum fue lanzado por la discográfica Nuclear Blast el 8 de agosto de 2006 en Estados Unidos, y poco antes en Noruega; país en donde entró en la posición número 31 en las listas de popularidad.
El álbum recibió buenas críticas, y algunas otras que fueron menos positivas. El álbum fue elogiado por Ken Pierce, de SeaOfTranquility.org, por ser «divertido y escandaloso», aunque Jackie Smit, de Chronicles of Chaos dijo que «la banda al parecer acaba teniendo más [diversión] que el oyente». Aunque Doomsday Rock 'n Roll fue descrito como poco original por la crítica, Jeff Maki de Live-Metal.net afirmó que «lo especial que a hace al álbum es el alto nivel de talento con el que se llevan a cabo las canciones». Adán Harrold, de Rock Something, terminó su revisión con la idea de que el álbum «tal vez no es el más inteligente de 2006, pero sí el más dulce». Para promocionar el álbum, Chrome Division grabó un vídeo musical para «Serial Killer»; el vídeo fue dirigido por Patrick Ullaeus.

### Booze, Broads and Beelzebub(2007–presente)
Aunque no hubo versión oficial sobre el tema, Shagrath dijo en una entrevista con Live-Metal.net que Chrome Division había tenido bastantes canciones que no se incluyeron en el álbum Doomsday Rock 'n Roll, y que el grupo probablemente trate de producir un nuevo álbum a mediados de 2007. Björn Luna también dijo que iba a haber un segundo álbum en una entrevista con MetalEagle.com; explicó que la banda había firmado un contrato de tres álbumes con Nuclear Blast.
El 15 de enero de 2008, Chrome Division anunció que habían terminado de grabar su segundo álbum. Fue grabado entre el 7 y 14 de enero de 2008, en el estudio Fredmann. El álbum, titulado Booze, Broads and Beelzebub, fue lanzado el 18 de julio de 2008, con el grupo diciendo que era «un álbum que suena mucho mejor que el primero».
Además, la banda emitió un comunicado en su página oficial de MySpace en el que confirmaron la preparación de su tercer lanzamiento.
El 31 de agosto de 2009, Chrome Division anunció en su MySpace la salida del vocalista Eddie Guz debido a la falta de dedicación y compromiso con el grupo, y agregó que este había sido sustituido por Paul Mathiesen (también conocido como Shady Blue) de Susperia.
El 6 de mayo de 2011 lanzaron su tercer álbum, "Third Round Knockout".

## Estilo musical
Shagrath ha citado como influencias de Chrome Division a Kiss, Black Label Society, Spiritual Beggars y AC/DC, y también ha descrito su sonido como una mezcla de rock 'n roll y heavy metal de los 80's. También habló de la imagen que intentaba dar la banda a través de sus letras. Esto fue tomado por Ken Pearce, del sitio web Seaoftranquility.org, quien comentó sobre las imágenes de la subcultura motociclista, tomando como ejemplo la canción «Trouble with the Law» en la cual se incluía el sonido de una moto acelerando en el comienzo de la pista. Algunos críticos como Jackie Smit y Jeff Maki compararon el sonido del grupo con el de Motörhead, y la banda estadounidense Black Label Society comparó su «actitud divertida» con la del grupo de punk rock Turbonegro. Shagrath ha dicho que los futuros lanzamientos del grupo serán «musicalmente la misma cosa», pero que «intentarán agregar diferentes ingredientes» y también cambiar el contenido de las letras.

## Miembros

### Miembros actuales
- Eddie Guz – voz (también en The Carburetors)
- Ogee – bajo
- Kjell Karlsen – guitarra líder
- Stian Tomt Thoresen (a.k.a. Shagrath) – guitarra rítmica (también en Dimmu Borgir)[3]
- Tony White – batería (antes en Old Man's Child)

### Antiguos miembros
- Shady Blue – voz (también en Susperia)
- Lex Icon – batería (antes en Dimmu Borgir y recientemente en The Kovenant)
- Ricky Black – guitarra líder[3]
- Björn Luna – bajo (también en Ashes to Ashes)

## Discografía
- Doomsday Rock 'n Roll (2006), Nuclear Blast
- Booze, Broads and Beelzebub (2008), Nuclear Blast
- 3rd Round Knockout (2011), Nuclear Blast
- Infernal Rock Eternal (2014), Nuclear Blast[22]
- One Last Ride (2018), Nuclear Blast